# فهرست میراث جهانی در کیپ ورد
میراث جهانی در کیپ ورد شامل ۱ اثر فرهنگی است. کیپ ورد این پیمان‌نامه را در ۲۸ آوریل ۱۹۸۸ پذیرفت و از آن هنگام، مکان‌های طبیعی و فرهنگی کیپ ورد دارای شرایط برای گنجانده شدن در فهرست میراث جهانی هستند. در حال حاضر، تنها یک مکان در کیپ ورد به عنوان میراث جهانی ثبت شده است و ۸ مکان دیگر در فهرست آزمایشی قرار دارند.
سایت‌های میراث جهانی سازمان آموزشی، علمی و فرهنگی سازمان ملل متحد، یونسکو مکان‌هایی هستند که دارای اهمیت فرهنگی یا طبیعی هستند، همان‌طور که در پیمان‌نامه میراث جهانی، که در سال ۱۹۷۲ تأسیس شده، شرح داده شده است.
میراث فرهنگی شامل بناهای تاریخی مانند آثار معماری، مجسمه‌ها، کتیبه‌ها، مجموعه‌های ساختمانی و محوطه‌های باستانی است. از سوی دیگر، میراث طبیعی به ویژگی‌های فیزیکی و زیستی، شکل‌های زمین‌شناسی و زیستگاه گونه‌های در خطر انقراض حیوانات و گیاهان اطلاق می‌شود. همچنین مکان‌هایی که از نظر علمی، حفاظتی یا زیبایی طبیعی اهمیت دارند، جزو میراث طبیعی به‌شمار می‌روند.
در سال ۲۰۰۹، در سی و سومین نشست کمیته جهانی یونسکو در سویل، نخستین میراث جهانی در دماغه سبز فهرست شد که سیدادو ولیا بود.

## سایت‌های میراث جهانی
یونسکو سایت‌ها را با ده معیار فهرست می‌کند. هر ورودی باید حداقل یکی از معیارها را داشته باشد.
| # | نگاره | نام         | موقعیت                                                                          | سال ثبت | ش ثبتمعیارها      | شرح | منبع  |
| ۱ |       | سیدادو ولیا | ریبیرا گرانده د سانتیاگو۱۴°۵۴′۵۸″شمالی ۲۳°۳۶′۲۲″غربی / ۱۴٫۹۱۶°شمالی ۲۳٫۶۰۶°غربی | ۲۰۰۹    | ۱۳۱۰(ii)(iii)(vi) | شهر ریبیرا گرانده، که در اواخر قرن هجدهم به نام «سیداده ولهاً» تغییر نام داد، نخستین پایگاه استعماری اروپایی در مناطق گرمسیری بود. این شهر که در جنوب جزیره سانتیاگو قرار دارد، بخشی از طرح اولیه خیابان‌های خود را حفظ کرده و دارای بقایای چشمگیری از جمله دو کلیسا، یک دژ سلطنتی و میدان پیِلُری با ستون مرمری پرنقش‌ونگار متعلق به قرن شانزدهم است. | [ ۴ ] |

## فهرست آزمایشی
افزون بر سایت‌های موجود در فهرست میراث جهانی، کشورهای عضو می‌توانند فهرستی از سایت‌های آزمایشی را که ممکن است برای نامزدی در نظر بگیرند، در این فهرست قرار دهند. نامزدها در فهرست میراث جهانی تنها در صورتی پذیرفته می‌شوند که سایت پیش‌تر در فهرست آزمایشی قرار داشته باشد.
کیپ ورد ۸ نامزد در این فهرست دارد.
| # | نگاره | نام                                 | موقعیت                                                                                            | سال ثبت | ش ثبتمعیارها    | شرح | م      |
| ۱ |       | نوا سینترا                          | براوا۱۴°۵۲′۱۶″شمالی ۲۴°۴۱′۴۶″غربی / ۱۴٫۸۷۱°شمالی ۲۴٫۶۹۶°غربی                                      | ۲۰۱۶    | ۶۰۹۹(iv)(vi)    | شهر نووا سینترا در جزیره براوا با ویژگی‌های سنتی نیمه‌روستایی، خانه‌های قرن نوزدهم و باغ‌های کشت‌شده برای تأمین معیشت، بازمانده‌ای از شیوه زندگی قدیمی است. این جزیره که در سال ۱۴۶۲ کشف شد و مدتی خالی از سکنه بود، از ۱۶۲۰ به‌تدریج توسط مهاجرانی از مادیرا و آزور مسکونی شد. پس از زمین‌لرزه و فوران آتشفشانی در سال ۱۶۸۰، جزیره پناهگاهی برای کسانی که از فوگو فرار کرده بودند، شد. در پی حملات دزدان دریایی در قرون ۱۷ و ۱۸، مکان‌های جدیدی برای سکونت و دفاع ساخته شد. از نظر اقتصادی، براوا تا سال ۱۷۲۰ درگیر تجارت برده‌ها نبود و تنها با کشف ماده‌ای ارزشمند برای رنگرزی پارچه‌ها توسط جورج رابرتز به دنیای تجارت جهانی وارد شد. | [ ۶ ]  |
| ۲ |       | پارک طبیعی فوگو                     | شهرداری مستروس، سانتا کاتارینا دو فگو، سائو فیلیپه۱۴°۵۷′شمالی ۲۴°۲۲′غربی / ۱۴٫۹۵°شمالی ۲۴٫۳۶°غربی | ۲۰۱۶    | ۶۱۰۰(viii)(x)   | پارک طبیعی فوگو در مرکز جزیره فوگو واقع شده و شامل آتشفشان، دهانه، باردیرا (دیوارهٔ کوهستانی) و محدوده جنگل مونته ولها است. این پارک با مساحت ۸۴۶۸٫۵ هکتار، در مرز سه شهرداری سائو فیلیپه، سانتا کاتارینا و موستیرس قرار دارد. آتشفشان فوگو، که نام جزیره از آن گرفته شده، با ارتفاع ۲۸۲۹ متر، بلندترین نقطه در کیپ ورد است و همچنان فعال است. این آتشفشان دارای کالدیرایی به قطر ۸ کیلومتر با شیبی تقریباً عمودی است که در برخی نقاط به ۱۰۰۰ متر می‌رسد. | [ ۷ ]  |
| ۳ |       | سانتا لوزیا                         | سائو ویسنته۱۶°۴۵′۴۱″شمالی ۲۴°۴۴′۳۸″غربی / ۱۶٫۷۶۱۳۸۹°شمالی ۲۴٫۷۴۳۸۸۹°غربی                          | ۲۰۱۶    | ۶۱۰۱(ix)(x)     | مجموعه مناطق حفاظت‌شده سانتا لوزیا و جزایر کوچک برانکو و راسو شامل ذخیره‌گاه طبیعی سانتا لوزیا و ذخیره‌گاه یکپارچه جزایر برانکو و راسو است. این جزایر که در سال ۱۴۶۱ توسط پرتغالی‌ها کشف شدند، همواره غیرمسکونی بوده‌اند، به‌جز سانتا لوزیا که در قرن نوزدهم و نیمه اول قرن بیستم سکونت موقتی داشت. این مجموعه در شمال‌غربی کیپ ورد، در ۸ کیلومتری سائو وینسنت و ۱۶ کیلومتری سائو نیکولا قرار دارد و مساحتی بالغ بر ۶۰۹٫۶ کیلومتر مربع را شامل می‌شود. سانتا لوزیا با ۳۴٫۲۷ کیلومتر مربع کوچک‌ترین جزیره کیپ ورد است و دارای زمین‌های ناهموار، کوهستان مرکزی و مرتفع‌ترین نقطه آن، کوه توپونا با ۳۹۷ متر ارتفاع است. جزیره دارای تنوع ژئومورفولوژیکی از جمله سواحل شنی سفید، تپه‌های ماسه‌ای، بستر رودخانه‌ها و سازه‌های بازالتی و آهکی است. | [ ۸ ]  |
| ۴ |       | اردوگاه کار اجباری تارفال           | شهرداری تارفال۱۵°۱۵′۵۱″شمالی ۲۳°۴۴′۳۸″غربی / ۱۵٫۲۶۴۱۶۷°شمالی ۲۳٫۷۴۳۸۸۹°غربی                       | ۲۰۱۶    | ۶۱۰۲(iii)(vi)   | اردوگاه کار اجباری ترافال که به «اردوگاه مرگ کند» معروف بود، بیش از ۳۰ سال مکانی برای سرکوب مخالفان رژیم دیکتاتوری پرتغال بود و زخم‌های جبران‌ناپذیری بر بازماندگان برجای گذاشت. این اردوگاه که در سال ۱۹۳۶ تأسیس شد، ابتدا میزبان ۱۵۲ زندانی سیاسی پرتغالی، از جمله بنتو گونسالوس و ماریو کاستلانو، بود و تا سال ۱۹۵۶ فعال ماند. در سال ۱۹۶۲، با نام جدید «اردوگاه کار چائو بوم»، بازگشایی شد و این بار برای زندانی کردن مبارزان ضد استعماری از آنگولا، گینه بیسائو و کیپ ورد استفاده شد. در مجموع، بیش از ۵۰۰ نفر، از جمله ۳۴۰ ضد فاشیست و ۲۳۰ ضد استعماری، در این اردوگاه زندانی شدند. موقعیت دورافتاده آن در منطقه چائو بوم، در نزدیکی ترافال، مانع از هرگونه ارتباط با دنیای خارج و فرار زندانیان می‌شد. | [ ۹ ]  |
| ۵ |       | پرایا                               | شهرداری پرایا۱۴°۵۵′۰۵″شمالی ۲۳°۳۰′۳۲″غربی / ۱۴٫۹۱۸°شمالی ۲۳٫۵۰۹°غربی                              | ۲۰۱۶    | ۶۱۰۳(ii)        | مرکز تاریخی پرایا، که به مساحت ۱۵ هکتار در فلات طبیعی و مستحکم سنتا ماریا دا ویتوریا قرار دارد، نقطه‌ای است که شهر در آنجا شکل گرفته و بر بندر مشابه خود مشرف است. این مکان از ابتدا به‌عنوان یک سایت نظامی استراتژیک شناخته می‌شد و امکان کنترل فعالیت‌های دریایی و تجاری در منطقه را فراهم می‌کرد. این سایت که شاهدی بر گذشته استعماری کیپ ورد است، شامل زیرساخت‌های اداری، نظامی و مذهبی است که به‌خوبی حفظ شده و در این فضای کوچک محصور شده‌اند. شهر پرایا با کاهش قدرت کاپیتان‌ری آلتاتراز در اوایل قرن ۱۵ توسعه یافت و به مرکز کاپیتان‌ری شمالی تبدیل شد. از سال ۱۵۱۵، این بندر نقش حیاتی در ارتباطات فرا-آتلانتیکی، تأمین آب و غذا، پناهگاه در برابر طوفان‌ها و تعمیر کشتی‌ها و درمان بیماران ایفا کرده است. | [ ۱۰ ] |
| ۶ |       | سائو فیلیپه                         | سائو فیلیپه۱۲°۲۳′۰۰″شمالی ۱۴°۵۶′۰۰″شرقی / ۱۲٫۳۸۳۳۳۳°شمالی ۱۴٫۹۳۳۳۳۳°شرقی                          | ۲۰۱۶    | ۶۱۰۴(iv)(vi)    | جزیره فوگو، که در زمان کشفش در ۱۴۶۰ به نام سائو فیلیپه شناخته می‌شد، بین سال‌های ۱۴۷۰ تا ۱۴۹۰ به دومین جزیره مسکونی در کیپ ورد تبدیل شد. سکونت در آن توسط مالکان ثروتمند ریبیرا گرانده و بردگانشان آغاز شد. این جزیره به‌ویژه در تجارت برده نقش کلیدی داشت، زیرا پارچه سنتی «پانو دی ترا» که در فوگو تولید می‌شد، از مهم‌ترین کالاهای مبادله‌ای برای خرید بردگان بود تا جایی که در ۱۶۸۷، فروش آن به قدرت‌های دریایی رقیب مانند فرانسه، هلند و انگلیس ممنوع شد. با افول ریبیرا گرانده در قرن هجدهم، سائو فیلیپه دچار رکود اقتصادی شد، اما با تغییر تمرکز از تولید پنبه به کشت انگور، قهوه و یاتروفا رونق گرفت. صادرات ذرت، لوبیا، قهوه و به‌ویژه شراب به برزیل، و روغن و صابون تولیدشده از دانه یاتروفا به پرتغال و گینه، باعث شکل‌گیری یک طبقه نخبه شد که تأثیر آن در معماری شهری، از جمله خانه‌های اشرافی «سوبرادو»، مشهود است. این طبقه اجتماعی قدرت و جایگاه خود را از طریق جشن‌های سنتی «باندیرونا» به نمایش می‌گذاشت. | [ ۱۱ ] |
| ۷ |       | پارک طبیعی کووا-پائول-ریبیر دا توره | شهرداری ریبیرا گرانده۱۷°۰۷′۱۹″شمالی ۲۵°۰۱′۳۶″غربی / ۱۷٫۱۲۲۰۸°شمالی ۲۵٫۰۲۶۷۷°غربی                  | ۲۰۱۶    | ۶۱۰۵(v)(vii)(x) | این پارک طبیعی در شمال شرقی جزیره سانتو آنتائو قرار دارد و شامل نواحی کوهستانی، دهانه آتشفشانی کووا و دره‌های عمیق ریبیرا دا تور و پائول است. ارتفاع آن از ۴۰۰ متر در ناحیه شوشو تا ۱۵۸۵ متر در پیکو دا کروز متغیر است. این منطقه دارای جنگل‌های کاج، اکالیپتوس و گراویلئا بوده و تنوع گیاهی بالایی دارد که آن را به یکی از مهم‌ترین اکوسیستم‌های کشاورزی و مراکز تنوع زیستی در کیپ ورد تبدیل کرده است. | [ ۱۲ ] |
| ۸ |       | پدرا د لومه                         | سال۱۶°۴۵′۴۷″شمالی ۲۲°۵۳′۴۲″غربی / ۱۶٫۷۶۳°شمالی ۲۲٫۸۹۵°غربی                                        | ۲۰۱۶    | ۶۱۰۶(v)(vii)    | این جزیره تا پایان قرن هجدهم به دلیل خشکی شدیدش غیرمسکونی باقی ماند و فقط به‌طور پراکنده برای چرا، ماهیگیری و استخراج نمک استفاده می‌شد. در بخش شمال‌شرقی جزیره، یک نمک‌زار در داخل دهانه آتشفشانی قدیمی قرار دارد که به‌دلیل تبخیر آب، ذخیره نمکی به میزان بیش از ۵۰ میلیون تن شکل گرفته است. این منطقه به‌دلیل نیاز به نمک برای نگهداری گوشت و ماهی مورد توجه کشتی‌های اروپایی قرار گرفت. در قرن نوزدهم، برای استخراج نمک، زیرساخت‌هایی مانند تونل، راه‌آهن و بندر پدرا د لومه ساخته شد. پس از توقف صادرات نمک به برزیل در ۱۸۸۷، صنعت نمک دوباره با سرمایه‌گذاری شرکت فرانسوی رشد کرد و نمادهای آن مانند تله‌کابین ۱۱۰۰ متری همچنان بر جای مانده‌اند. | [ ۱۳ ] |